# Úplná kategorie
Úplná kategorie je v matematice kategorie, ve které všechny malé limity existují. Tj. kategorie C je úplná, pokud každý diagram F : J → C (kde J je malá) má limitu v C. Duálně koúplná kategorie je kategorie, ve které všechny malé kolimity existují. Bikompletní kategorie je kategorie, která je jak úplná tak koúplná.
Existence všech limit (i pokud J je vlastní třída) je příliš silná, aby byla prakticky relevantní. Libovolná kategorie s touto vlastností je nutně tenká kategorie: pro libovolné dva objekty může existovat nejvýše jeden morfismus jednoho objektu na druhý.
Slabší forma úplnosti je konečná úplnost. Kategorie je konečně úplná, pokud všechny konečné limity existují (tj. limity diagramů indexovaných konečnou kategorií J). Duální pojem je kategorie konečně koúplná, což znamená, že všechny konečné kolimity existují.

## Věty
Z existenční věty pro limity vyplývá, že kategorie je úplná právě tehdy, když má ekvalizéry (všech párů morfismů) a všechny (malé) produkty. Protože ekvalizéry je možné zkonstruovat z pullbacků a binárních produktů (uvažujme pullback morfismů (f, g) podle diagonály Δ), kategorie je úplná právě tehdy, když má pullbacky a produkty.
Duálně, kategorie je koúplná právě tehdy, když má koekvalizéry a všechny (malé) koprodukty nebo ekvivalentně, pushouty a koprodukty.
Konečnou úplnost lze charakterizovat několika způsoby. Pro kategorii C jsou všechna následující tvrzení ekvivalentní:
- C je konečně úplná,
- C má ekvalizéry a všechny konečné produkty,
- C má ekvalizéry, binární produkty, a terminální objekt,
- C má pullback a terminální objekt.

Také duální tvrzení jsou ekvivalentní.
Malá kategorie C je úplná právě tehdy, když je koúplná. Malá úplná kategorie je nutně tenká.
Kategorie uspořádaných množin má všechny ekvalizéry a koekvalizéry, a proto je (konečně) úplná právě tehdy, když má všechny (konečné) produkty; pro koúplnost platí duální tvrzení. Bez omezení na konečnost je kategorie uspořádaných množin se všemi produkty automaticky koúplná, a podle věty o úplných svazech platí duální tvrzení.

## Příklady a protipříklady
- Následující kategorie jsou bikompletní:
  - Set, Kategorie množin
  - Top, kategorie topologických prostorů
  - Grp, Kategorie grup
  - Ab, kategorie abelovských grup
  - Ring, kategorie okruhů
  - K-Vect, kategorie vektorových prostorů nad komutativním tělesem K
  - R-Mod, kategorie modulů nad komutativním okruhem R
  - CmptH, kategorie všech kompaktních Hausdorffových prostorů
  - Cat, kategorie všech malých kategorií
  - sSet, kategorie simpliciálních množin[2]
- Následující kategorie jsou konečně úplné a konečně koúplné, ale nejsou úplné ani koúplné:
  - Kategorie konečných množin
  - Kategorie konečných abelovských grup
  - Kategorie konečněrozměrných vektorových prostorů
- Libovolný (pre)abelovská kategorie je konečně úplná a konečně koúplná.
- Kategorie úplných svazů je úplná ale ne koúplná.
- Kategorie metrických prostorů, Met, je konečně úplná, ale nemá žádné binární koprodukty ani nekonečné produkty.
- Kategorie polí, Field, není ani konečně úplná ani konečně koúplná.
- Uspořádanou množinu lze považovat za malou kategorii, je úplná (a koúplná) právě tehdy, když je úplným svazem.
- Částečně uspořádaná třída všech ordinálních čísel je koúplná, ale není úplná (protože nemá žádný terminální objekt).
- Grupa, považovaná za kategorii s jediným objektem, je úplná právě tehdy, když je triviální. Netriviální grupa má pullbacky a pushouty, ale nemá produkty, koprodukty, ekvalizéry, koekvalizéry, terminální objekty nebo inciciální objekty.